# Шампањак (Кантал)
Шампањак (фр. Champagnac) насеље је и општина у централној Француској у региону Оверња, у департману Кантал која припада префектури Морјак.
По подацима из 2011. године у општини је живело 1062 становника, а густина насељености је износила 37,92 становника/km². Општина се простире на површини од 28,01 km². Налази се на средњој надморској висини од 622 метара (максималној 697 m, а минималној 321 m).

## Демографија
| 1962. | 1968. | 1975. | 1982. | 1990. | 1999. | 2011. |
| ----- | ----- | ----- | ----- | ----- | ----- | ----- |
| 1.120 | 1.390 | 1.418 | 1.382 | 1.339 | 1.169 | 1.062 |

График промене броја становника у току последњих година